# María García Ibáñez
María García Ibáñez (Madrid, 1978) es artista visual multidisciplinaria. Radica en México desde el 2008 en donde ha desarrollado la mayor parte de su trayectoria artística.
Ha participado en distintos proyectos culturales y expuesto de forma individual y colectiva en México, España, Hong Kong, Suiza, Rumania, Bélgica, Corea del Sur y Estados Unidos. Ha obtenido reconocimientos y becas de distintas instituciones en México y alrededor del mundo; algunos son la residencia Jardin Rouge de la Fundación Montresso (Marrakech, Marruecos 2023), la residencia artística Index Freiraum (Zúrich, Suiza, 2022), la Residencia KREÆ (Portugal, 2014), la Ayuda a la producción de exhibiciones C12 (Oaxaca, México, 2012), la Ayuda a creadores (Embajada de España en México, 2011) y la Residencia para producción gráfica en el Museograbado (Zacatecas, México, 2011). Sus premios más destacados son el Premio Basu Foundation (Calcuta, India, 2018), el Premio Adquisición de la Colección DKV (Drawing Room, Madrid, 2017) y el Premio Adquisición Gandía Blasco(Valencia, España, 2016). 

## Biografía
María dibuja desde pequeña ya que esa ha sido su manera de interpretar su entorno:
Siempre tuve una relación estrecha con el arte, aunque mis padres se dedicaban a la ciencia me inculcaron un gran respeto por el arte y la cultura. Desde pequeña pasaba el tiempo dibujando, para mí era la manera más natural de concentrarme, de relacionarme con el mundo y poder pensarlo. 
En 1999 ganó la Beca Erasmus para realizar un curso académico en la Academia Albertina di Belle Arti en Turín, Italia.En el 2002, después de terminar la licenciatura en Bellas artes en la Universidad Complutense, realizó un máster en Tecnologías Digitales. Paralelamente a esto, realizaba labores de gestión cultural y trabajaba en el sector privado dirigiendo el área gráfica y digital de proyectos de restauración. En ese momento la artista fue siguiendo caminos creativos que la alejaron del ámbito académico para concentrarse en la producción de su obra. En 2006 recibe el premio de Circuitos de Artes Plásticas. En el 2007 obtuvo una residencia artística en México otorgada por el Gobierno de México en Madrid. En ese momento se le concedieron otros apoyos que le posibilitaron concentrarse exclusivamente en sus proyectos artísticos desde los inicios de su carrera universitaria. En 2008 llegó a México y en septiembre de 2009 se mudó a Oaxaca, ciudad en la que vivió hasta el 2012 y que desde ese momento ha sido imprescindible para la artista, pues, en sus palabras:
Tiene que volver cada tanto para recargarse de la energía de ese lugar.

## Trayectoria profesional
- 2001-2002: Licenciada en Bellas Artes. Facultad de Bellas Artes. Universidad Complutense de Madrid (UCM).[8]
- 2002: Becaria de colaboración en el Departamento de Pintura. Facultad de Bellas Artes. Universidad Complutense de Madrid.[8]
- 2003- 2004: Máster en Tecnologías digitales interactivas en el Centro de Estudios Visuales (CEV) de la “Escuela Superior de Comunicación” y la Universidad Complutense de Madrid.[8]
- 2003-2007: Codirectora del proyecto Mirador y comisariado de una Muestra de intervenciones artísticas en la Facultad de Bellas Artes con motivo de las Jornadas Culturales de la Universidad Complutense de Madrid.[8]
- 2004: Recibe la Beca enseñanzas de Magíster, Especialista y Experto para la realización del máster: “Tecnologías Digitales Interactivas en la Comunicación Audiovisual”. CEV y UCM.[8]

## Procesos creativos e investigaciones artísticas

### El dibujo
El dibujo es la técnica primordial en las investigaciones artísticas de García Ibáñez, a partir de la cual se vincula con lenguajes de otras disciplinas como la arqueología, la geometría, la geología y la anatomía, experimentando con procesos artesanales tales como la cerámica, el textil; o diversas técnicas artísticas como la escultura, la serigrafía y la instalación.

La artista describe su relación con el dibujo de la siguiente manera:
El dibujo es una parte esencial en mi proceso, la base que sostiene y complementa mi cuerpo de trabajo ya que me permite abrir propuestas discursivas y señalar asuntos que me inquietan y que de alguna manera –más o menos directa– participan en la obra. Como el ordenamiento de las capas terrestres, la formación estratigráfica de montañas y volcanes, la distribución histórica de los asentamientos humanos, las clasificaciones cronológicas de la sedimentación, la histología, las secciones de los tejidos o de los órganos, la anatomía o el paisaje. 
Aunque las técnicas de las que se sirve la artista son variadas y extensas, el dibujo es el punto de partida de la mayoría de ellas, su nido creativo que se extiende más allá del papel. María nos recuerda a John Berger cuando dice:
Para el artista dibujar es descubrir. Y no se trata de una frase bonita; es literalmente cierto. Es el acto mismo de dibujar lo que fuerza al artista a mirar el objeto que tiene delante, a diseccionarlo y volverlo a unir en su imaginación, o, si dibuja de memoria, lo que lo fuerza a ahondar en ella, hasta encontrar el contenido de su propio almacén de observaciones pasadas. 
Así es como García Ibáñez articula todos sus proyectos a partir del dibujo pero no en el sentido de hacer bocetos o de planificar desde y sobre el papel, sino en tanto medio del proceso creativo mismo que después va extendiéndose a otras técnicas. Podríamos decir que María dibuja siempre, pero no solo sobre papel:
Para mi lo natural es que las ideas se vayan solidificando a partir de mis dibujos desorientados, desde un plano casi lúdico, que luego va cobrando un sentido [...] es la forma más intuitiva de aproximarme a todos los temas que me interesan. Una herramienta que me da las pautas para saber cómo enfrentarme a cada proyecto y que resuelvo de distintas maneras según el caso: desde el papel tradicional, hasta ladrillos, tela recortada, cerámica o textil. 
Para Pamela Desjardins el proceso de García Ibáñez se basa en el reconocimiento y el registro a través del dibujo:
Ese gesto se emparenta con el tejido y el hilado. Cada línea que ella traza se puede entender como un hilo, una urdimbre. Si acudimos a la raíz etimológica de la palabra textil, encontramos que tiene que ver con el texto, con la creación de un lenguaje, con algo que se puede leer.

### Temas de investigación
Aunque en la obra de García Ibáñez no encontramos la forma humana, todo en ella gira en torno a lo humano. Sus propuestas artísticas son investigaciones en torno a la construcción del paisaje, la apropiación del territorio, lo temporal de los movimientos humanos y orgánicos, ya sea a gran escala o a una escala íntima. Todo esto le permite adentrarse en una narrativa entre nomadismo y hogar. También aborda temas relacionados con el análisis de la identidad en relación con la movilidad, a la migración física y/o psicológica, que en última instancia suponen una revisión del origen, de la memoria y el tiempo desde una perspectiva personal. 
Los asuntos más habituales en su obra son preguntas por el origen, el territorio, las raíces y la pertenencia. Enlazando dibujo, tejido y tierra.Así, sobresale la estrecha relación de su trabajo con los cobijos, las madrigueras, nuestros cuerpos (en tanto huesos y anatomías) y con los relatos sobre cómo el ser humano hace frente a sus desafíos íntimos y sus dramas cotidianos. Todo esto desde disciplinas diversas, en función de los discursos propios de cada proyecto: pintura, video, fotografía o instalaciones en los que suelen cobrar mucha importancia los procedimientos artesanales.
También sobresalen sus insistentes reflexiones sobre la orografía, la arqueología y la arquitectura,así como las estructuras orgánicas en los seres vivos. La artista articula estas investigaciones incorporando algunas especulaciones sobre las distintas formas de praxis cercanas a los rituales, a los trabajos manuales y a los procesos cotidianos que se manifiestan en los ciclos vitales.

En la artista la noción de morar o de anidar tiene un sentido tan básico como complejo y no se encuentra necesariamente vinculado a un espacio fijo:
En mis proyectos abordo conceptos relacionados con el “habitar” desde distintos ángulos. Me interesa particularmente el poder elemental de posesión de un espacio vital, por ello en mi trabajo aparecen refugios, colmenas, viviendas nómadas, madrigueras, maquetas… Hay una búsqueda continua de estructuras más o menos elementales que aluden a un cuerpo nómada.
De la lista de proyectos conforman su carrera artística habrá que considerar que aunque estos sean autónomos, forman parte de un continuum y adquieren pleno sentido al conectarse entre ellos:
Con el tiempo he llegado a considerar los proyectos como capítulos inconclusos que forman parte de una historia más amplia que voy descubriendo. Los hallazgos y los rumbos los encuentro en el hacer, a veces intuyes que has resuelto alguna clave, un pequeño descubrimiento, pero no siempre le encuentras su lugar en el presente, por eso hay obras o ideas que vuelven a aparecer y se reubican años más tarde, con un sentido nuevo, más claro. Por eso en mayor o menor medida los proyectos se influencian los unos a los otros. 
Así, es posible encontrar temáticas que atraviesan toda la obra de García Ibáñez. Como lo menciona Desjardins,una de ellas es el cuerpo nómada que se desplaza y habita nuevos lugares. Por ejemplo, en su proyecto Arada del 2015. El título de esta obra alude a la denominación que se le da a la cantidad de terreno que se puede arar durante una jornada laboral, podríamos considerar que es una medida de tiempo en relación con el cuerpo, el trabajo y el movimiento. Dice la artista sobre Arada:
"Giraba en torno a la figura del petate, una alfombra mesoamericana de palma tejida a mano que se pliega en sí misma, se enrolla y se usa para protegerse de la inclemencia del suelo, para comer, para parir, y en otro tiempo como sudario al morir. Utilicé este objeto cotidiano considerándolo la unidad mínima de una posible vivienda transportable, de posesión de la tierra, reducida al mínimo, a la propia escala humana. En esta pequeña exposición empecé a vincular el dibujo y el textil y muchos de los asuntos en lo que estoy trabajando actualmente surgen de estas primeras aproximaciones. 
El petate, un tejido hecho a mano con fibras de palma, era un elemento central en aquella muestra por ese carácter repetitivo y por su funcionalidad variable. Con este tipo de recursos, a través del análisis de la elaboración de la tejeduría doméstica, y mediante el empleo de métodos demandantes de tiempo en la creación de  sus propios dibujos, García Ibáñez presenta una meditación en, y a través de, los procesos que muestra.

Así, las obras de García Ibáñez también reflexionan de maneras diversas en torno al poder de la repetición, al proceso de creación y transformación, así como en relación con temporalidades amplias y lentas, por lo que la cerámica es otra de las técnicas artísticas que han ido tomando un peso central en su trayectoria:
Me interesan mucho los procesos artesanales y desde hace tiempo utilizo la cerámica, que contiene un componente ancestral y telúrico inherente que le otorga un valor único para mí. Es sorprendente que un material como el barro, después de manipularlo, termine siendo una piedra gracias al fuego. Es como si lográramos acelerar una transformación natural de miles de años. Este sentido de solidez y de perpetuidad me resulta cautivador. 
A García Ibáñez le importa lo lento, lo inmóvil, aquello que vive desde la inercia y para esto el barro y la cerámica son técnicas fundamentales en sus investigaciones.

### La Polinizadora
García Ibáñez es también co-fundadora, junto con la artista mexicana Gabriela León, del proyecto colectivo La Polinizadora que surge en el 2021, aunque la amistad y colaboración entre María y Gabriela se remonta al 2019 cuando se conocieron en Oaxaca. Esta amistad inicia en los talleres de dibujo y gráfica monitoreados por Magali Lara hace más de una década.
La Polinizadora es un colectivo que nació con la intención de profundizar, desde la práctica social, sobre las acciones cotidianas encaminadas al cuidado de la vida en distintas comunidades. Sustenta su quehacer en la investigación sobre prácticas de prevención como la alimentación consciente, el cultivo de la salud colectiva y las acciones cotidianas encaminadas al cuidado de la vida. Este proyecto resalta la fluidez con la que, cada vez con mayor frecuencia, encontramos propuestas que circulan entre el arte y las prácticas sociales.
Desde su creación, La Polinizadora, ha sido seleccionada por: la primera residencia de producción risográfica del Instituto de Artes Gráficas de Oaxaca (IAGO) con quienes publican el fanzine La vida del maíz; en el 2022 por la Bienal Latinoamericana de la Facultad de Arte y Diseño (FAD) de la Universidad Nacional Autónoma de México (UNAM) Resistencia Intangible. Ideas para posponer el fin del mundo quienes acompañaron la experiencia de Cochera en Servicio, con lo que surge el fanzine El libro de la abundancia o más conocido como La cochera en servicio.
En el fanzine La vida del maíz, La polinizadora une sus voces a los esfuerzos que se realizan desde diferentes campos y comunidades en torno al cuidado de la vida. Consideran que la lucha por la autonomía alimentaria y la defensa del maíz nativo, son temas urgentes que apremian a las acciones colectivas. Contiene la reescritura de algunos textos que conforman la antología realizada por Elisa Ramírez Del surco a la troje, mitos y textos sobre el maíz en el que interesa no solo la relación alimentaria, sino espiritual, mitológica y ancestral entre las personas y el maíz.
Por su parte, La cochera en servicio es un programa comunitario que ha operado desde 2016 en la capital de Oaxaca, convocando a vecinos una vez por semana para el intercambio de cosechas caseras, reflexiones, saberes y sentires. El propósito es crear una comunidad que se relacione de una forma distinta a la capitalista, donde el valor de los productos que se intercambien se coloque en la confianza entre las personas. El proyecto intenta visibilizar cómo los trueques son ejercicios para reconocer nuestra abundancia y para darnos cuenta que nuestras necesidades están en relación con las necesidades de las demás personas.

## Exposiciones

### Exposiciones individuales y dúo (selección)
- Aquellos ecos, aquellos indicios. (con Beatriz Ezban). Galería Banda Municipal. CDMX. México. 2022. [17]
- Variaciones de un hexágono. Intervención mural. Centro Cultural de España. CDMX. México. 2021. [18][19]
- Extremos Absolutos (con Marina Camargo). Galeria Punto. Valencia. España. 2021.[20][21][22]
- Levantamiento. Centro Cultural de España. CDMX. México. 2018.[10][23][24]
- Geometría de un hueco. Galería Paz y Comedias. Valencia. España. 2016. [25]
- Anamnesis: The reasoned doubt (con Javier León Pérez). Puerta Roja Gallery. Hong Kong. 2016.
- Places that Appear (con Selina Baumann). Galerie Knoerle & Baettig contemporary. Winterthur. Suiza. 2016.
- Cóncavo. Galería Paula Alonso. Madrid. España. 2015. [4][26][27][28]
- Arada. Galería Guijarro de Pablo. CDMX. México. 2015. [12][29]
- Tierras Continuas. Galería AJG. Sevilla. España. 2014. [30]
- Windgällen. Galería Distrito 14. Monterrey. México. 2013.
- Micrographia. Puerta Roja & Cat Street Gallery. Hong Kong. 2013. [31][32][33]
- Apuntes para una madriguera. Miscelánea. CDMX. México. 2012.
- Debajo del último estrato. Galería Begoña Malone. Madrid. España. 2011.

### Exposiciones colectivas (selección)
- An exchange of Shifting Atmospheres. Galería Lanao. CDMX. México. 2023.
- Fácil. LaCápsula. Zúrich. Suiza. 2023.
- Winter. Galería Ángulo Cero. CDMX. México. 2023.
- An exchange of Shifting Atmospheres. TSA. Philadelphia. Estados Unidos. 2022.
- Salon proyect. Gallery week. CDMX. México. 2021.
- New Works. Galería Ángulo Cero. CDMX. México. 2021.
- 50 Mujeres/50 años. Museo de la Ciudad. CDMX. México. 2020.
- Visions in Motion. Puerta Roja Gallery. Hong Kong. 2019.
- Paper Ballad. El-espacio. Zúrich. Suiza. 2018.
- Reflections. Puerta Roja Gallery. Hong Kong. 2018.
- Crónicas del mundo actual. Fundación Valentín de Madariaga. Sevilla. España. 2018.
- Explícito y Oculto: percepciones del ser. Museum of the Province. Huelva. España. 2017.
- Collectors Cabinet, Puerta Roja Gallery. Hong Kong. 2017.
- Changarrito en Acción. 12 Años. Intervención mural. Museo de la Ciudad de México. CDMX. México. 2016.
- La imagen infinita. Galería Quetzalli. Oaxaca. México. 2016.
- Femsa Biennal. Antiguo Colegio San Ildefonso. CDMX. México. 2015.
- Beyond Borders. Puerta Roja Gallery. Hong Kong. 2015.
- Fuhlst du nicht an meinen liedern dass ich eins und doppelt bin. Galería Peter Kilchmann. Zúrich. Suiza. 2015.
- The Conquest of the Impossible. Brancovan Palaces. Centro Cultural Mogosoaia. Bucarest. Rumania. 2014.
- Palace Revolution. Galveston Art Center. Texas. Estados Unidos. 2014.
- Ruta Mística. Museo Amparo. Puebla. México. 2014.
- Recollective. Puerta Roja Gallery. Hong Kong. 2014.
- The Prehistory of the Image. Centro STUK. Lovaina. Bélgica. 2014.
- Ruta Mística. Museo MARCO. Monterrey. México. 2013. [34]
- Human Topographies. Galería Puerta Roja. Hong Kong. 2013.

## Premios (selección)
- 2017. Basu Foundation for the Arts, Kolkata, India. Estampa art Fair. Madrid.
- 2017. Premio Adquisión Colección DKV. Drawing Art Fair. Madrid.
- 2017. Basu Foundation for the Arts. Kolkata. India. Estampa Art Fair. Madrid.
- 2016. Premio Adquisición Gandía Blasco. Abierto Valencia. España.
- 2015. Seleccionada en la Bienal Femsa. Monterrey. México.
- 2012. Ayuda a la producción de exhibiciones C12. Oaxaca. México.
- 2011. Ayuda a la promoción y difusión cultural. Ministerio de Cultura. España.
- 2011. Ayuda a la producción de exhibiciones C11. Oaxaca. México.
- 2011. Puntos de tensión. Residencia para producción gráfica en el Museograbado. Zacatecas. México. 2011.
- 2009. Residencias para creadores de Iberoamérica en México. AECID, Centro Cultural de España en México, CONACULTA, Fonca y CNA.
- 2008. Beca para la movilidad internacional de creadores. Ministerio de Cultura. España. Ayudas a la movilidad internacional de creadores. Matadero Madrid.
- 2007. Certamen de Arte Joven. Comunidad de Madrid.
- 2007. Beca del Gobierno de México en Madrid para Estancias de Creación Artística en México.
- 2006. Premio Circuitos de Artes plásticas y Fotografía. Programa de Arte Joven. Madrid.
- 2006. Premio Certamen de Audiovisual Injuve a Proyectos Audiovisuales. Instituto de la Juventud. Madrid.